# Golzow (Chorin)
Golzow ist ein Ortsteil der Gemeinde Chorin im Landkreis Barnim in Brandenburg. 2011 lebten hier 540 Einwohner.

## Geschichte
Von 1258 ist die älteste Erwähnung erhalten. 1277 war eine Kirche vorhanden.

## Sehenswürdigkeiten und Kultur
- Dorfkirche, Feldsteinbau aus dem 13. Jahrhundert
- Biosphärenreservat Schorfheide-Chorin